# 郭文旭
郭文旭（1448年—？），字仲升，福建福州府閩縣人，軍籍，明朝政治人物。

## 生平
成化十六年（1480年），福建庚子乡试中舉。成化十七年（1481年），聯捷辛丑科進士，官至海宁縣知县。

## 家族
曾祖郭良；祖父郭蘭，州同知；父郭敞，母林氏。慈侍下。